# Disporella crassa
Disporella crassa är en mossdjursart som beskrevs av John Borg 1944. Disporella crassa ingår i släktet Disporella och familjen Lichenoporidae. Inga underarter finns listade i Catalogue of Life.